# Фридрих фон Геминген (1691 – 1738)
Фридрих фон Геминген (на немски: Friedrich Freiherr von Gemmingen-Hornberg; * 6 юни 1691 в Некарцимерн; † 2 ноември 1738 в Некарцимерн) е фрайхер, благородник от стария алемански рицарски род Геминген в Крайхгау в Баден-Вюртемберг от линията „Б (Хорнберг) на фрайхерен фон Геминген“, господар на замък Хорнберг над Некарцимерн, ансбахски камер-юнкер и асесор на дворцовия съвет също собственик в Бабщат (в Бад Рапенау). Той основава „линията Бабщат“ на фрайхерен фон Геминген.
Той е третият син на баденския президент на дворцовия съвет и дворцов маршал Райнхард фон Геминген-Хорнберг (1645 – 1707) и съпругата му фрайин Мария Елизабета фон Найперг (1652 – 1722), дъщеря на фрайхер Бернхард Лудвиг фон Найперг (1619 – 1672) и Хелена Магдалена фон Халвайл (1623 – 1668).
Той посещава гимназията до нападението на французите в Дурлах и отива с родителите си в Базел. Фридрих посещава там лекции в университета. След това той следва в Йена, Гисен и Хале. Две години той пътува през Холандия, Англия и Франция, отива за две години в двора на Хесен-Дармщат и служи като каме-юнкер и асесор на дворцовия съвет за Ансбах. Дворцовият живот не му допада и той скоро отива в своите имения, които управлява и строи църква.
Той и братята му Райнхард (1677 – 1750), Еберхард (1688 – 1767) и Лудвиг (1694 – 1771) купуват през 1732 г. Бабщат, който при подялбата получава. Той започва строежа на новата евангелска църква в Бабщат и на евангелската църква в Келбертсхаузен.

## Фамилия
Фридрих фон Геминген се жени на 18 октомври 1718 г. в Кьонген за фрайин Мария Фландрина Тумб фон Нойбург (* 1698; † 17 юли 1727, Некарцимерн), дъщеря на фрайхер Вилхелм Тумб фон Нойбург (1668 – 1745) и Хортензия Клаудия фон Салис-Грюш (1669 – 1713). Те имат децата:
- Мария Елизабет (* 1719), омъжена за Кристоф Фердинанд фон Дегенфелд
- Фридрих Август (1721 – 1753), женен за Бенедикта фон Геминген-Трешклинген († 1787), бездетен
- Юлиана Шарлота (1723 – 1759)
- Вилхелм Лудвиг фон Геминген-Хорнберг (1727 – 1799), женен I. за Кристиана Амалия фон Геминген-Фюрфелд (1733 – 1763), дъщеря на Буркард Дитрих фон Геминген (1703 – 1749) и Шарлота Катарина София Франциска Зенфт фон Зулбург († 1749); II. за Елеонора Ернестина Каролина фон Малсберг (1742 – 1792)

Фридрих фон Геминген се жени втори път на 6 декември 1727 г. в Бьодигхайм за фрайин Вилхелмина Леополдина Рюдт фон Коленберг (* 28 януари 1702, Айбигхайм; † 14 септември 1763, Бьодигхайм), дъщеря на фрайхер Йохан Ернст Рюдт фон Коленберг и Анна Клара фон и цу Аделсхайм. Те имат децата:
- Ернст Карл (*/† 1728)
- Йохан Кристоф (*/† 1729)
- Йохан Филип (* 5 декември 1729, Некарцимерн; † 2 февруари 1766, Вимпфен), фрайхер, женен на 8 ноември 1764 г. в Мюлхаузен а.д.Енц за фрайин Доротея Регина Елеонора фон Щайн цум Рехенщайн (* 26 януари 1744, Мюлхаузен; † 11 февруари 1799, Ерщет), дъщеря на фрайхер Лудвиг Фридрих фон Щайн цум Рехенщайн и Анна Мария София Ветцел фон Марсилиен.
- Йохана Леополдина (*/† 1733)
- Ернст Лудвиг Майнхард (*/† 1735)